# 长岭街道 (哈尔滨市)
长岭街道，是中华人民共和国黑龙江省哈尔滨市呼兰区下辖的一个街道办事处，位于呼兰区北部。
2014年2月27日，黑龙江省民政厅批复同意撤销长岭镇，设立长岭街道办事处。

## 行政区划
长岭街道下辖以下地区：
井堡村、吴堡村、大王岗村、新民村、东八家村、包井村、小王岗村、长岭村和平坊村。